# 李思啓
李思啟（1585年4月23日—17世紀），字天啓，號大衡，錦衣衛官籍，南直隸蘇州府崑山縣人，明朝政治人物。

## 生平
李思啟在萬曆三十七年（1609年）中順天鄉試舉人，次年（1610年）聯捷進士，獲授襄陽知縣，到天啟二年（1622年）陞福建道監察御史，巡按宣大，後陞太僕寺少卿，掌貴州道御史事；崇禎元年（1628年）再陞為太僕寺卿、管東路少卿事，同年十一月被彈劾免官。

## 家族
曾祖父錦衣衛衣後所弓矢司百戶李天祿，祖父貢生李承詔，父親舉人李機，母親孫氏。严侍下。娶陸氏。

## 引用
1. ↑  光緒《崑新兩縣續修合志·卷十七·選舉表一》：萬厯三十八年庚戌韓敬榜……李思啟 大衡，福建道御史，加太僕寺卿
2. 1 2  《萬曆三十八年庚戌科進士登科錄》：李思啟 貫錦衣衛官籍，直隸蘇州府崑山縣人，順天府府學附學生，治《易經》，字天啟，行二，年二十六，三月二十五日生。曾祖天祿 錦衣衛衣後所弓矢司百戶，祖承詔 歲貢，父機 貢士，母孫氏，嚴侍下，兄思榮 武舉、兆芝，弟思恭、思謙、思敬、思培、思載、思忠 冠帶總旗、思至、思誠、思睿、應芝、徵芝、先芝、思哲，娶陸氏。順天府鄉試第八十名，會試第一百八十二名。
3. ↑  光緒《崑新兩縣續修合志·卷十八·選舉表二》：萬厯三十七年己酉科（舉人）……李思啟 錦衣衛官籍，順天中式，見進士
4. ↑  同治《襄陽縣志·卷五·職官志》：明知縣……李思啟 大興人，進士
5. ↑  《明熹宗悊皇帝實錄·卷十八》：（天啟二年正月丙寅）復除李思啟為福建道御史。
6. ↑  《明熹宗悊皇帝實錄·卷二十》：（天啟二年三月庚子）差御史李思啟巡按宣大，佘合中巡按湖廣。
7. ↑  《玉鏡新譚·卷十》：刑部等衙門題為欽奉聖諭事：……會同掌貴州道事、太僕寺少卿、仍管監察御史事李思啟……
8. ↑  史語所藏鈔本《崇禎長編·卷七》：（崇禎元年三月己丑）陞□□【貴州】道御史李思啟為太僕寺卿，管東路少卿事；原任山西右參政王繼謨為貴州右參政；原任參議夏啟昌為廣東參政；原任參政侯恂為陝西參政。
9. ↑  史語所藏鈔本《崇禎長編·卷十五》：（崇禎元年十一月）丙寅太僕寺卿李思啟劾免，仍聽議。